# Mathieu Bayeux
Cet article concerne l'ingénieur des ponts et chaussées. Pour les autres significations, voir Bayeux (homonymie).
Mathieu Bayeux, dit « Bayeux l’aîné », est un ingénieur des ponts et chaussées français, qui s’est principalement illustré dans la construction de ponts dont celui de Tours, né en 1692 à Caen, et mort à Ballan le 8 mai 1777.

## Biographie
Mathieu Bayeux, ingénieur de la généralité de Caen en 1723 et de la généralité de Tours en 1740, nommé en 1743 inspecteur général, a fait construire en 1747, à Port-de-Piles sur la Creuse, un pont à trois arches surbaissées de 30 mètres d'ouverture, et en 1750 un autre pont de sept arches de 18 à 20 mètres sur le Cher.

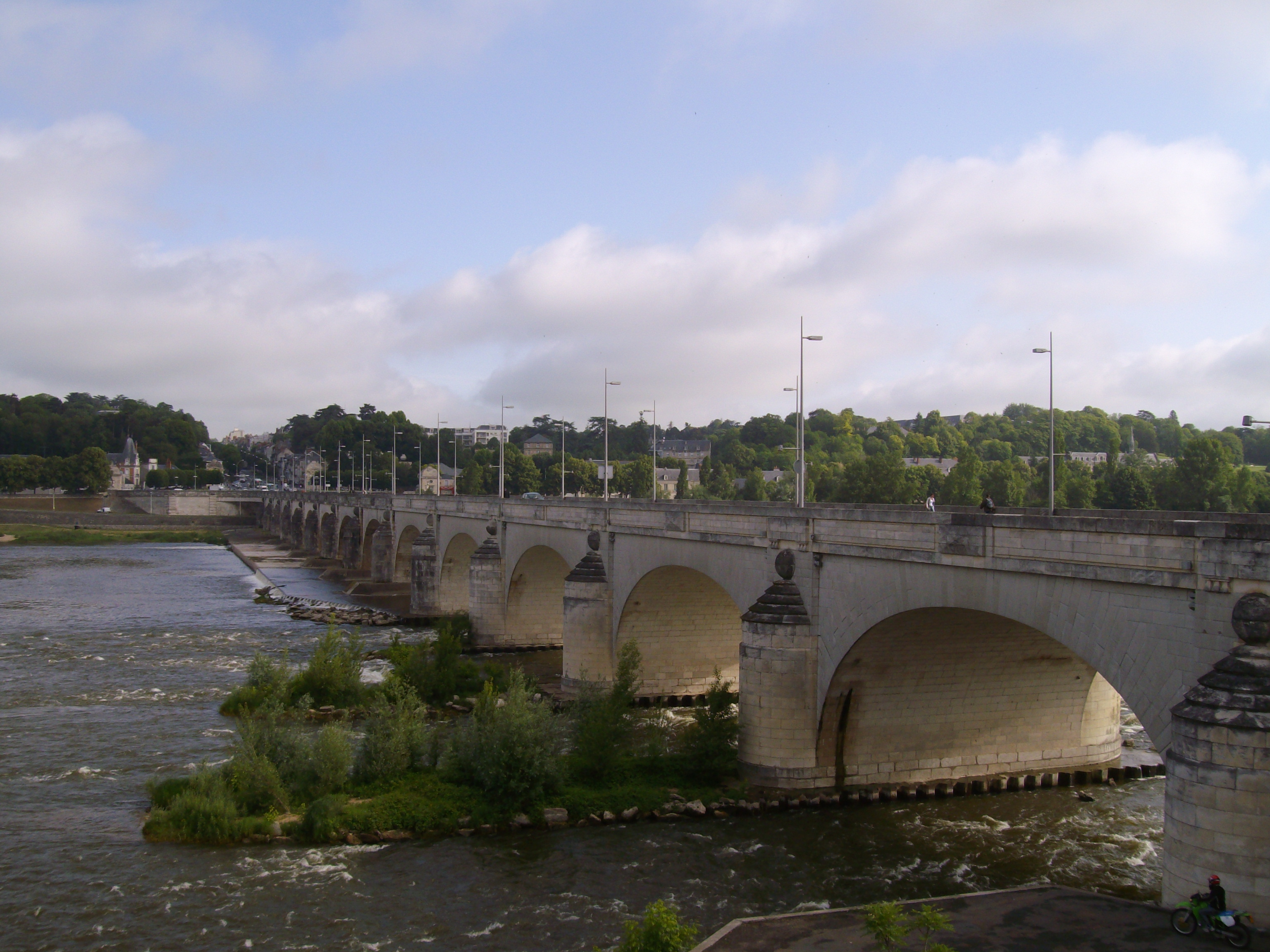
Pont Wilson de Tours

Il dessine le pont Saint-Jean-Baptiste de Montbazon, construit entre 1754 et 1758. De 1753 à 1755, il présenta pour la construction du pont de Tours divers projets qui restèrent sans suite. Un dernier projet, présenté par lui en 1758, fut approuvé en 1764 et mis à exécution; c'est celui du pont actuel composé de 15 arches surbaissées de 25 mètres. Ce grand ouvrage n'a été terminé qu’en 1777, et il a éprouvé, dès cette époque et jusqu'en 1835, une série d'accidents graves, dont l’historique, très intéressant pour l'art de l'ingénieur, a été donné avec détails par M. Beaudemoulin dans les Annales de 1839. 
Bayeux l’aîné, admis à la retraite comme inspecteur général, en 1760, resta néanmoins chargé de la direction des travaux du pont de Tours et reçut, en 1767, une pension viagère de 4 000 livres en récompense de ses services éminents, indépendamment de sa pension de retraite. L'arrêt du conseil rendu à cette occasion donne une haute idée de la capacité et de la valeur morale de Bayeux aîné, dont la considération n'avait pas été atteinte par les avaries du pont de Tours.